# Zvezde plešejo (1. sezona)
Prva sezona šova Zvezde plešejo je bila na sporedu na POP TV ob nedeljah od 12. marca do 28. maja 2017 (z izjemo 30. aprila) in je trajala 11 tednov. Vodila sta jo Peter Poles in Tara Zupančič, plesne pare pa so ocenjevali sodniki Andrej Škufca (glavni sodnik), Katarina Venturini, Nika Ambrožič Urbas in Lado Bizovičar. Poleg plesnega tekmovanja je imela vsaka oddaja še dve rubriki: plesno verigo Zavarovalnice Triglav (nagradna igra) in vnaprej posneti igrani skeč z Gašperjem Bergantom in Domnom Valičem, v katerem je Domen Gašperju pomagal pri osvojitvi simpatije Urške s plesom.
Zmagala sta Dejan Vunjak in Tadeja Pavlič.

## Tekmovalni pari
| Zvezde                  | Plesalci              | Rezultat                    |
| ----------------------- | --------------------- | --------------------------- |
| Aleksandra Balmazović   | Tomaž Šter            | 1. izločena 19. marca 2017  |
| Miha Dragoš             | Valeriya Musina       | 2. izločena 26. marca 2017  |
| Janez Usenik            | Maja Geršak           | 3. izločena 2. aprila 2017  |
| Iryna Osypenko Nemec    | Nejko Peter Levak     | 4. izločena 9. aprila 2017  |
| Jernej Tozon            | Jagoda Batagelj       | 5. izločena 16. aprila 2017 |
| Leticia Slapnik Yebuah  | Matej Krajcer         | 6. izločena 23. aprila 2017 |
| Igor Štamulak           | Lejna Karić - Lubarda | 7. izločena 7. maja 2017    |
| Nuša Lesar              | Andrej Rebula         | 8. izločena 14. maja 2017   |
| Urška Vučak Markež      | Jernej Brenholc       | 9. izločena 21. maja 2017   |
| Maja Martina Merljak    | Miha Perat            | 3. mesto 28. maja 2017      |
| Denis Porčič - Chorchyp | Martina Plohl         | 2. mesto 28. maja 2017      |
| Dejan Vunjak            | Tadeja Pavlič         | Zmagovalca 28. maja 2017    |

Plesne pare je v živo spremljal Plesni orkester POP TV pod vodstvom Bojana Zupančiča - Župce. Gre za 13-člansko zasedbo, v kateri pojejo David Matići, Lea Sirk in Karin Zemljič.

## Glasovanje
V vsaki oddaji so nastope plesnih parov ocenjevali sodniki in gledalci. Sodniki so jih ocenjevali z ocenami 1–10. Seštevek ocen vseh 4 sodnikov je dal lestvico parov od najbolje do najslabše ocenjenega in na podlagi te lestvice so prejeli točke (najboljši par toliko točk, kolikor je bilo parov, drugi najboljši par eno manj itd.). Gledalci so svoj glas oddali preko telefonov. Par, ki je prejel največ glasov, je prejel najvišje število točk (enako številu parov) in tako dalje. Vsota točk sodnikov in točk gledalcev je dala končno lestvico parov. Razkrita sta bila ogrožena para (para z najmanjšim seštevkom točk), par z najmanjšim seštevkom točk pa je bil nato izločen. V 8., 9. in 10. oddaji sta se ogrožena para pomerila v plesnem dvoboju in o tem, kdo bo zapustil tekmovanje, so odločali sodniki.
- V prvi oddaji ni izpadel nihče, temveč so se točke iz prve oddaje prištele tistim iz druge.
- Podrobnega glasovanja gledalcev niso razkrivali.
- Prvo 10-ko sezone sta prejela Dejan in Tadeja za čačača v 5. oddaji, in sicer od Lada.

Popolne ocene ("perfect score"), tj. 10 od vseh štirih sodnikov (skupaj torej 40), so prejeli:
- Dejan in Tadeja za charleston v polfinalu
- Maja Martina in Miha za dunajski valček v finalu
- Denis in Martina za quickstep v finalu

## Tabela z ocenami za celo sezono
| Plesni par           | Mesto | 1  | 2  | 1+2 | 3  | 4  | 5  | 6  | 7  | 8  | 9  | 10       | 11 |
| -------------------- | ----- | -- | -- | --- | -- | -- | -- | -- | -- | -- | -- | -------- | -- |
| Dejan in Tadeja      | 1.    | 18 | 20 | 38  | 30 | 31 | 33 | 30 | 35 | 37 | 39 | 40+35=75 | 39 |
| Denis in Martina     | 2.    | 21 | 30 | 51  | 21 | 25 | 30 | 33 | 33 | 32 | 37 | 38+31=69 | 40 |
| Maja Martina in Miha | 3.    | 24 | 27 | 51  | 29 | 24 | 26 | 25 | 35 | 38 | 35 | 37+31=68 | 40 |
| Urška in Jernej      | 4.    | 19 | 23 | 42  | 21 | 29 | 24 | 27 | 26 | 32 | 28 | 30+35=65 |    |
| Nuša in Andrej       | 5.    | 21 | 25 | 46  | 21 | 25 | 28 | 28 | 29 | 29 | 31 |          |    |
| Igor in Lejna        | 6.    | 22 | 26 | 48  | 21 | 26 | 29 | 24 | 27 | 25 |    |          |    |
| Leticia in Matej     | 7.    | 17 | 25 | 42  | 25 | 23 | 28 | 28 | 28 |    |    |          |    |
| Jernej in Jagoda     | 8.    | 20 | 18 | 38  | 29 | 28 | 25 | 27 |    |    |    |          |    |
| Iryna in Nejko       | 9.    | 15 | 16 | 31  | 27 | 22 | 22 |    |    |    |    |          |    |
| Janez in Maja        | 10.   | 16 | 19 | 35  | 23 | 19 |    |    |    |    |    |          |    |
| Miha in Valeriya     | 11.   | 23 | 23 | 46  | 21 |    |    |    |    |    |    |          |    |
| Aleksandra in Tomaž  | 12.   | 12 | 23 | 35  |    |    |    |    |    |    |    |          |    |

     par, ki je bil tisti teden izločen
     par, ki je bil tisti teden ogrožen, a ne izločen
     par, ki je odstopil
     zmagovalni par
     drugouvrščeni par
     tretjeuvrščeni par
Rdeče najnižja ocena tedna/plesa
Zeleno najvišja ocena tedna/plesa
"—" par, ki tisti teden ni plesal

## Tedenske ocene in pesmi

#### 1. oddaja
- 12. marec 2017

| #   | Plesni par           | Ples            | Pesem                                                 | Ocene sodnikov | Ocene sodnikov | Ocene sodnikov | Ocene sodnikov | Ocene sodnikov |
| #   | Plesni par           | Ples            | Pesem                                                 | Andrej         | Katarina       | Nika           | Lado           | ∑              |
| --- | -------------------- | --------------- | ----------------------------------------------------- | -------------- | -------------- | -------------- | -------------- | -------------- |
| 1.  | Nuša in Andrej       | čačača          | »Uptown Girl« (Billy Joel)                            | 5              | 5              | 5              | 6              | 21             |
| 2.  | Leticia in Matej     | jive            | »Happy« (Pharrell Williams)                           | 3              | 5              | 4              | 5              | 17             |
| 3.  | Dejan in Tadeja      | dunajski valček | »Po dekle« (Don Juan/Ans. Lojzeta Slaka)              | 2              | 6              | 5              | 5              | 18             |
| 4.  | Aleksandra in Tomaž  | tango           | »Just Like Fire« (Pink)                               | 2              | 3              | 3              | 4              | 12             |
| 5.  | Janez in Maja        | čačača          | »Moves Like Jagger« (Maroon 5 ft. Christina Aguilera) | 2              | 5              | 5              | 4              | 16             |
| 6.  | Iryna in Nejko       | dunajski valček | »Over the Rainbow« (Judy Garland)                     | 3              | 4              | 3              | 5              | 15             |
| 7.  | Denis in Martina     | čačača          | »Kung Fu Fighting« (Carl Douglas)                     | 4              | 5              | 6              | 6              | 21             |
| 8.  | Maja Martina in Miha | tango           | »La cumparsita« (Alfred Hause & His Orchestra)        | 3              | 6              | 7              | 8              | 24             |
| 9.  | Miha in Valeriya     | jive            | »Dej rukn' me« (Rok'n'band)                           | 4              | 7              | 6              | 6              | 23             |
| 10. | Jernej in Jagoda     | angleški valček | »If You Don't Know Me by Now« (Simply Red)            | 3              | 6              | 5              | 6              | 20             |
| 11. | Urška in Jernej      | čačača          | »All About That Bass« (Meghan Trainor)                | 5              | 5              | 6              | 3              | 19             |
| 12. | Igor in Lejna        | jive            | »Great Balls of Fire« (Jerry Lee Lewis)               | 4              | 7              | 5              | 6              | 22             |

#### 2. oddaja
- 19. marec 2017

| #   | Plesni par           | Ples            | Pesem                                         | Ocene sodnikov | Ocene sodnikov | Ocene sodnikov | Ocene sodnikov | Ocene sodnikov | Ocene sodnikov         | Ocene sodnikov | Rezultat |
| #   | Plesni par           | Ples            | Pesem                                         | Andrej         | Katarina       | Nika           | Lado           | ∑              | ∑ ocen 1. in 2. oddaje | Točke          | Rezultat |
| --- | -------------------- | --------------- | --------------------------------------------- | -------------- | -------------- | -------------- | -------------- | -------------- | ---------------------- | -------------- | -------- |
| 1.  | Leticia in Andrej    | quickstep       | »Walking on Sunshine« (Katrina and the Waves) | 3              | 8              | 7              | 7              | 25             | 42                     | 9              | Varna    |
| 2.  | Igor in Lejna        | angleški valček | »The Last Waltz« (Engelbert Humperdinck)      | 3              | 8              | 8              | 7              | 26             | 48                     | 11             | Varna    |
| 3.  | Jernej in Jagoda     | čačača          | »Sway« (Dean Martin)                          | 3              | 5              | 5              | 5              | 18             | 38                     | 8              | Varna    |
| 4.  | Miha in Valeriya     | tango           | »Love Runs Out« (OneRepublic)                 | 3              | 7              | 6              | 7              | 23             | 46                     | 10             | Varna    |
| 5.  | Iryna in Nejko       | čačača          | »Venus« (Bananarama)                          | 2              | 4              | 4              | 6              | 16             | 31                     | 6              | Varna    |
| 6.  | Denis in Martina     | slow fox        | »Beauty and the Beast« (Angela Lansbury)      | 5              | 8              | 8              | 9              | 30             | 51                     | 12             | Varna    |
| 7.  | Dejan in Tadeja      | jive            | »Don't Stop Me Down« (Queen)                  | 4              | 5              | 6              | 5              | 20             | 38                     | 8              | Varna    |
| 8.  | Aleksandra in Tomaž  | jive            | »Hir aj kam end hir aj go« (Magnifico)        | 5              | 6              | 6              | 6              | 23             | 35                     | 7              | Izločena |
| 9.  | Urška in Jernej      | dunajski valček | »Que sera sera« (Doris Day)                   | 4              | 6              | 7              | 6              | 23             | 42                     | 9              | Varna    |
| 10. | Janez in Maja        | quickstep       | »Moj črni konj« (Rafko Irgolič)               | 2              | 5              | 6              | 6              | 19             | 35                     | 7              | Ogrožena |
| 11. | Nuša in Andrej       | dunajski valček | »Breakaway« (Kelly Clarkson)                  | 4              | 7              | 7              | 7              | 25             | 46                     | 10             | Varna    |
| 12. | Maja Martina in Miha | jive            | »Hit the Road Jack« (Ray Charles)             | 4              | 7              | 8              | 8              | 27             | 51                     | 12             | Varna    |

#### 3. oddaja
- 26. marec 2017
- Od tretje oddaje dalje so imeli plesalci na voljo tudi latinskoameriške plese (sambo, rumbo, pasodoble).

| #   | Plesni par           | Ples      | Pesem                                            | Ocene sodnikov | Ocene sodnikov | Ocene sodnikov | Ocene sodnikov | Ocene sodnikov | Ocene sodnikov | Rezultat |
| #   | Plesni par           | Ples      | Pesem                                            | Andrej         | Katarina       | Nika           | Lado           | ∑              | Točke          | Rezultat |
| --- | -------------------- | --------- | ------------------------------------------------ | -------------- | -------------- | -------------- | -------------- | -------------- | -------------- | -------- |
| 1.  | Denis in Martina     | jive      | »Hey Ya!« (Outkast)                              | 4              | 5              | 7              | 5              | 21             | 6              | Varna    |
| 2.  | Igor in Lejna        | quickstep | »We No Speak Americano« (Yolanda Be Cool & DCUP) | 4              | 5              | 7              | 5              | 21             | 6              | Varna    |
| 3.  | Iryna in Nejko       | rumba     | »Everytime We Touch« (Maggie Reilly)             | 5              | 8              | 7              | 7              | 27             | 9              | Varna    |
| 4.  | Jernej in Jagoda     | tango     | »Ljubljančanke« (Janko Ropret)                   | 6              | 8              | 8              | 7              | 29             | 10             | Varna    |
| 5.  | Maja Martina in Miha | slowfox   | »Take Me to Church« (Hozier)                     | 5              | 8              | 7              | 9              | 29             | 10             | Varna    |
| 6.  | Janez in Maja        | tango     | »Hernando's Hideaway«                            | 4              | 6              | 6              | 7              | 23             | 7              | Ogrožena |
| 7.  | Miha in Valeriya     | samba     | »(Un, dos, tres) Maria« (Ricky Martin)           | 4              | 6              | 6              | 5              | 21             | 6              | Izločena |
| 8.  | Leticia in Matej     | samba     | »Magalenha« (Sérgio Mendes)                      | 5              | 6              | 7              | 7              | 25             | 8              | Varna    |
| 9.  | Nuša in Andrej       | jive      | »Moj mali je opasan« (Tajči)                     | 3              | 6              | 6              | 6              | 21             | 6              | Varna    |
| 10. | Dejan in Tadeja      | pasodoble | »España cañí«                                    | 6              | 8              | 8              | 8              | 30             | 11             | Varna    |
| 11. | Urška in Jernej      | slowfox   | »Love and Marriage« (Frank Sinatra)              | 4              | 5              | 5              | 7              | 21             | 6              | Varna    |

#### 4. oddaja
- 2. april 2017

| #   | Plesni par           | Ples            | Pesem                                                             | Film             | Ocene sodnikov | Ocene sodnikov | Ocene sodnikov | Ocene sodnikov | Ocene sodnikov | Ocene sodnikov | Rezultat |
| #   | Plesni par           | Ples            | Pesem                                                             | Film             | Andrej         | Katarina       | Nika           | Lado           | ∑              | Točke          | Rezultat |
| --- | -------------------- | --------------- | ----------------------------------------------------------------- | ---------------- | -------------- | -------------- | -------------- | -------------- | -------------- | -------------- | -------- |
| 1.  | Dejan in Tadeja      | quickstep       | »You're the One That I Want« (John Travolta & Olivia Newton-John) | Briljantina      | 6              | 8              | 9              | 8              | 31             | 10             | Varna    |
| 2.  | Janez in Maja        | samba           | »Cuban Pete« (Jim Carrey)                                         | Maska            | 3              | 5              | 5              | 6              | 19             | 2              | Izločena |
| 3.  | Maja Martina in Miha | quickstep       | »Sparkling Diamonds« (Nicole Kidman et al.)                       | Moulin Rouge!    | 5              | 6              | 7              | 6              | 24             | 5              | Ogrožena |
| 4.  | Igor in Lejna        | pasodoble       | »He's a Pirate«                                                   | Pirati s Karibov | 5              | 7              | 7              | 7              | 26             | 7              | Varna    |
| 5.  | Leticia in Matej     | dunajski valček | »I Have Nothing« (Whitney Houston)                                | Telesni stražar  | 5              | 6              | 6              | 6              | 23             | 4              | Varna    |
| 6.  | Nuša in Andrej       | rumba           | »My Heart Will Go On« (Céline Dion)                               | Titanik          | 4              | 6              | 8              | 7              | 25             | 6              | Varna    |
| 7.  | Iryna in Nejko       | tango           | »Oh Pretty Woman« (Roy Orbison)                                   | Čedno dekle      | 4              | 6              | 6              | 6              | 22             | 3              | Varna    |
| 8.  | Urška in Jernej      | charleston      | »(Meet) The Flintstones« (The BC-52's)                            | Kremenčkovi      | 5              | 8              | 8              | 8              | 29             | 9              | Varna    |
| 9.  | Denis in Martina     | quickstep       | »Kekčeva pesem« (Velemir Gjurin)                                  | Srečno, Kekec    | 4              | 7              | 7              | 7              | 25             | 6              | Varna    |
| 10. | Jernej in Jagoda     | salsa           | »(I've Had) The Time of My Life« (Bill Medley & Jennifer Warnes)  | Umazani ples     | 6              | 8              | 7              | 7              | 28             | 8              | Varna    |

#### 5. oddaja
- 9. april 2017
- Uvodna plesna točka je bila rumba na pesem »Story of My Life« skupine One Direction.

| #  | Plesni par           | Ples            | Pesem                                                 | Ocene sodnikov | Ocene sodnikov | Ocene sodnikov | Ocene sodnikov | Ocene sodnikov | Ocene sodnikov | Rezultat |
| #  | Plesni par           | Ples            | Pesem                                                 | Andrej         | Katarina       | Nika           | Lado           | ∑              | Točke          | Rezultat |
| -- | -------------------- | --------------- | ----------------------------------------------------- | -------------- | -------------- | -------------- | -------------- | -------------- | -------------- | -------- |
| 1. | Maja Martina in Miha | samba           | »On the Floor« (Jennifer Lopez)                       | 4              | 7              | 7              | 8              | 26             | 5              | Ogrožena |
| 2. | Leticia in Matej     | slowfox         | »Marvin Gaye« (Charlie Puth ft. Meghan Trainor)       | 5              | 7              | 8              | 8              | 28             | 6              | Varna    |
| 3. | Nuša in Andrej       | tango           | »Čas« (Dan D)                                         | 5              | 7              | 8              | 8              | 28             | 6              | Varna    |
| 4. | Iryna in Nejko       | quickstep       | »Oči čornije (Очи чёрные)«                            | 4              | 6              | 6              | 6              | 22             | 2              | Izločena |
| 5. | Denis in Martina     | rumba           | »Stay with Me« (Sam Smith)                            | 5              | 8              | 8              | 9              | 30             | 8              | Varna    |
| 6. | Igor in Lejna        | dunajski valček | »Slovenija, odkod lepote tvoje« (Ans. bratov Avsenik) | 5              | 8              | 8              | 8              | 29             | 7              | Varna    |
| 7. | Urška in Jernej      | samba           | »Tic tic tac« (Carrapicho)                            | 4              | 6              | 7              | 7              | 24             | 3              | Varna    |
| 8. | Jernej in Jagoda     | rumba           | »Thinking Out Loud« (Ed Sheeran)                      | 4              | 7              | 7              | 7              | 25             | 4              | Varna    |
| 9. | Dejan in Tadeja      | čačača          | »Cake by the Ocean« (DNCE)                            | 5              | 9              | 9              | 10             | 33             | 9              | Varna    |

Podeljena je bila prva "desetka" sezone: od Lada sta jo za svoj čačača prejela Dejan Vunjak in Tadeja Pavlič.

#### 6. oddaja
- 16. april 2017
- Za uvodno točko so plesalci zaplesali na »Bad« Michaela Jacksona.

| #  | Plesni par           | Ples            | Pesem                         | Ocene sodnikov | Ocene sodnikov | Ocene sodnikov | Ocene sodnikov | Ocene sodnikov | Ocene sodnikov | Rezultat |
| #  | Plesni par           | Ples            | Pesem                         | Andrej         | Katarina       | Nika           | Lado           | ∑              | Točke          | Rezultat |
| -- | -------------------- | --------------- | ----------------------------- | -------------- | -------------- | -------------- | -------------- | -------------- | -------------- | -------- |
| 1. | Leticia in Matej     | charleston      | »Kje si lubi?« (Manouche)     | 5              | 7              | 8              | 8              | 28             | 6              | Varna    |
| 2. | Denis in Martina     | pasodoble       | »We Will Rock You« (Queen)    | 6              | 8              | 10             | 9              | 33             | 8              | Varna    |
| 3. | Jernej in Jagoda     | quickstep       | »Umbrella« (Rihanna)          | 5              | 7              | 8              | 7              | 27             | 5              | Izločena |
| 4. | Urška in Jernej      | tango           | »Money, Money, Money« (Abba)  | 5              | 6              | 8              | 8              | 27             | 5              | Varna    |
| 5. | Maja Martina in Miha | dunajski valček | »Love on the Brain« (Rihanna) | 5              | 6              | 7              | 7              | 25             | 4              | Ogrožena |
| 6. | Dejan in Tadeja      | tango           | »Viva la Vida« (Coldplay)     | 5              | 8              | 9              | 8              | 30             | 7              | Varna    |
| 7. | Igor in Lejna        | čačača          | »Forget You« (CeeLo Green)    | 4              | 6              | 7              | 7              | 24             | 3              | Varna    |
| 8. | Nuša in Andrej       | salsa           | »Lost on You« (LP)            | 5              | 7              | 8              | 8              | 28             | 6              | Varna    |

#### 7. oddaja
- 23. april 2017
- Tema: ljubezen

| #  | Plesni par           | Ples            | Pesem                                    | Ocene sodnikov | Ocene sodnikov | Ocene sodnikov | Ocene sodnikov | Ocene sodnikov | Ocene sodnikov | Rezultat |
| #  | Plesni par           | Ples            | Pesem                                    | Andrej         | Katarina       | Nika           | Lado           | ∑              | Točke          | Rezultat |
| -- | -------------------- | --------------- | ---------------------------------------- | -------------- | -------------- | -------------- | -------------- | -------------- | -------------- | -------- |
| 1. | Igor in Lejna        | salsa           | »La vida es un carnaval« (Celia Cruz)    | 5              | 7              | 8              | 7              | 27             | 3              | Ogrožena |
| 2. | Denis in Martina     | dunajski valček | »Platina« (Siddharta)                    | 6              | 8              | 9              | 10             | 33             | 6              | Varna    |
| 3. | Maja Martina in Miha | rumba           | »Love Me Like You Do« (Ellie Goulding)   | 7              | 9              | 9              | 10             | 35             | 7              | Varna    |
| 4. | Leticia in Matej     | tango           | »Thriller« (Michael Jackson)             | 5              | 7              | 8              | 8              | 28             | 4              | Izločena |
| 5. | Urška in Jernej      | rumba           | »Scars to Your Beautiful« (Alessia Cara) | 5              | 7              | 7              | 7              | 26             | 2              | Varna    |
| 6. | Nuša in Andrej       | quickstep       | »You Can't Hurry Love« (The Supremes)    | 6              | 7              | 8              | 8              | 29             | 5              | Varna    |
| 7. | Dejan in Tadeja      | rumba           | »Chasing Cars« (Snow Patrol)             | 7              | 9              | 10             | 9              | 35             | 7              | Varna    |

#### 8. oddaja
- 7. maj 2017
- Tema: muzikali
- Uvodna točka: »Cell Block Tango« (iz muzikala Chicago)

| #  | Plesni par           | Ples            | Pesem                                                     | Ocene sodnikov | Ocene sodnikov | Ocene sodnikov | Ocene sodnikov | Ocene sodnikov | Ocene sodnikov | Rezultat |
| #  | Plesni par           | Ples            | Pesem                                                     | Andrej         | Katarina       | Nika           | Lado           | ∑              | Točke          | Rezultat |
| -- | -------------------- | --------------- | --------------------------------------------------------- | -------------- | -------------- | -------------- | -------------- | -------------- | -------------- | -------- |
| 1. | Nuša in Andrej       | angleški valček | »My Favorite Things«/»Edelweiss« (Moje pesmi, moje sanje) | 6              | 7              | 8              | 8              | 29             | 3              | Varna    |
| 2. | Maja Martina in Miha | charleston      | »Supercalifragilisticexpialidocious« (Mary Poppins)       | 8              | 10             | 10             | 10             | 38             | 6              | Varna    |
| 3. | Igor in Lejna        | tango           | »The Phantom of the Opera« (Fantom iz opere)              | 4              | 7              | 7              | 7              | 25             | 2              | Izločena |
| 4. | Dejan in Tadeja      | slowfox         | »Singin' in the Rain« (Ples v dežju)                      | 8              | 10             | 10             | 9              | 37             | 5              | Varna    |
| 5. | Urška in Jernej      | jive            | »Waterloo« (Mamma Mia!)                                   | 6              | 8              | 9              | 9              | 32             | 4              | Varna    |
| 6. | Denis in Martina     | salsa           | »I Just Can't Wait to Be King« (Levji kralj)              | 6              | 9              | 9              | 8              | 32             | 4              | Ogrožena |

- Plesni dvoboj: Igor in Lejna proti Denisu in Martini. Za slednja so glasovali Katarina, Nika in Lado. Izpadla sta Igor in Lejna.

#### 9. oddaja
- 14. maj 2017
- Tema: trojčki + slovenska glasba
- Uvodna točka: »Moja« (Modrijani)

| #  | Plesni par           | 2. profesionalni plesalec | Ples      | Pesem                               | Ocene sodnikov | Ocene sodnikov | Ocene sodnikov | Ocene sodnikov | Ocene sodnikov | Ocene sodnikov | Rezultat |
| #  | Plesni par           | 2. profesionalni plesalec | Ples      | Pesem                               | Andrej         | Katarina       | Nika           | Lado           | ∑              | Točke          | Rezultat |
| -- | -------------------- | ------------------------- | --------- | ----------------------------------- | -------------- | -------------- | -------------- | -------------- | -------------- | -------------- | -------- |
| 1. | Maja Martina in Miha | Matej Krajcer             | čačača    | »Nov dan« (Muff)                    | 8              | 9              | 9              | 9              | 35             | 3              | Ogrožena |
| 2. | Dejan in Tadeja      | Maja Geršak               | samba     | »Iz pekla do raja« (Jan Plestenjak) | 9              | 10             | 10             | 10             | 39             | 5              | Varna    |
| 3. | Nuša in Andrej       | Tomaž Šter                | pasodoble | »Ring« (Siddharta)                  | 7              | 8              | 8              | 8              | 31             | 2              | Izločena |
| 4. | Denis in Martina     | Valeriya Musina           | tango     | »Nisem več s tabo« (Big Foot Mama)  | 8              | 9              | 10             | 10             | 37             | 4              | Varna    |
| 5. | Urška in Jernej      | Nejko Peter Levak         | salsa     | »Macho« (Helena Blagne)             | 6              | 7              | 8              | 7              | 28             | 1              | Varna    |

- Plesni dvoboj: Maja Martina in Miha proti Nuši in Andreju. Za prva so glasovali Katarina, Lado in Andrej, za druga pa Nika. Izpadla sta Nuša in Andrej.

#### Polfinale
- 21. maj 2017
- Uvodna točka: »Conga« (Miami Sound Machine)

| #  | Plesni par           | Prvi ples       | Prvi ples                                                       | Prvi ples      | Prvi ples      | Prvi ples      | Prvi ples      | Prvi ples      | Skupinski ples | ∑  | Točke | Rezultat |
| #  | Plesni par           | Ples            | Pesem                                                           | Ocene sodnikov | Ocene sodnikov | Ocene sodnikov | Ocene sodnikov | Ocene sodnikov | Skupinski ples | ∑  | Točke | Rezultat |
| #  | Plesni par           | Ples            | Pesem                                                           | Andrej         | Katarina       | Nika           | Lado           | ∑              | Skupinski ples | ∑  | Točke | Rezultat |
| -- | -------------------- | --------------- | --------------------------------------------------------------- | -------------- | -------------- | -------------- | -------------- | -------------- | -------------- | -- | ----- | -------- |
| 1. | Denis in Martina     | angleški valček | »Apologize« (OneRepublic)                                       | 8              | 10             | 10             | 10             | 38             | 31             | 69 | 3     | Varna    |
| 2. | Urška in Jernej      | pasodoble       | »Toreador Song« (iz Carmen)                                     | 6              | 8              | 8              | 8              | 30             | 35             | 65 | 1     | Izločena |
| 3. | Dejan in Tadeja      | charleston      | »Sing, Sing, Sing (With a Swing)« (The Benny Goodman Orchestra) | 10             | 10             | 10             | 10             | 40             | 35             | 75 | 4     | Varna    |
| 4. | Maja Martina in Miha | pasodoble       | »O Fortuna« (iz Carmine Burane)                                 | 9              | 9              | 10             | 9              | 37             | 31             | 68 | 2     | Ogrožena |

| #  | Plesni par                                          | Ples   | Pesem                                        | Ocene sodnikov | Ocene sodnikov | Ocene sodnikov | Ocene sodnikov | Ocene sodnikov | Ocene sodnikov |
| #  | Plesni par                                          | Ples   | Pesem                                        | Andrej         | Katarina       | Nika           | Lado           | ∑              |                |
| -- | --------------------------------------------------- | ------ | -------------------------------------------- | -------------- | -------------- | -------------- | -------------- | -------------- | -------------- |
| 1. | Dejan in Tadeja + Urška in Jernej (»Pečeni«)        | jive   | »She's So Fine« (Jackie Wilson)              | 8              | 9              | 9              | 9              | 35             |                |
| 2. | Maja Martina in Miha + Denis in Martina (»Legende«) | čačača | »Can't Stop the Feeling« (Justin Timberlake) | 7              | 8              | 8              | 8              | 31             |                |

- Plesni dvoboj: Maja Martina in Miha proti Urški in Jerneju. Za prva so glasovali Katarina, Nika in Lado. Izpadla sta Urška in Jernej.

#### Finale
- 28. maj 2017[21]
- Uvodna točka: »Emergency« (Icona Pop)
- V finalu so se pomerili 3 pari, ki so se najprej predstavili s plesom, s katerim so imeli v prejšnjih 10 oddajah največ težav ("popravni izpit"). Dva para sta se uvrstila v superfinale, o čemer so odločali tako sodniki kot gledalci. V superfinalu pa sta zadnja dva para odplesala ples, ki sta si ga izbrala povsem sama, sama sta si izbrala tudi glasbo (v prejšnjih oddajah je o tem namreč odločala produkcijska ekipa). O končnem zmagovalcu sezone in prejemniku plesnega globusa so odločali le glasovi gledalcev.
- Vsi izpadli tekmovalci so zaplesali skupinski ples na »I Wanna Dance with Somebody« Whitney Houston (koreografijo je sestavil Miha Krušič).

| #  | Plesni par           | Ples                           | Pesem                            | Ocene sodnikov | Ocene sodnikov | Ocene sodnikov | Ocene sodnikov | Ocene sodnikov | Ocene sodnikov | Rezultat    |
| #  | Plesni par           | Ples                           | Pesem                            | Andrej         | Katarina       | Nika           | Lado           | ∑              | Točke          | Rezultat    |
| -- | -------------------- | ------------------------------ | -------------------------------- | -------------- | -------------- | -------------- | -------------- | -------------- | -------------- | ----------- |
| 1. | Maja Martina in Miha | dunajski valček (iz 6. oddaje) | »You Don't Own Me« (Lesley Gore) | 10             | 10             | 10             | 10             | 40             | 3              | 3. mesto    |
| 2. | Denis in Martina     | quickstep (iz 4. oddaje)       | »Puttin' On the Ritz«            | 10             | 10             | 10             | 10             | 40             | 3              | Superfinale |
| 3. | Dejan in Tadeja      | tango (iz 6. oddaje)           | »Pompeii« (Bastille)             | 9              | 10             | 10             | 10             | 39             | 2              | Superfinale |

| #  | Plesni par       | Ples                | Pesem                        | Rezultat   |
| -- | ---------------- | ------------------- | ---------------------------- | ---------- |
| 1. | Dejan in Tadeja  | charleston in salsa | »Ona sanja Pariz« (Don Juan) | Zmagovalca |
| 2. | Denis in Martina | sodobni ples        | »Human« (Rag'n'Bone Man)     | 2. mesto   |